# 舌叶藓
舌叶藓（学名：Phyllodon lingulatus）为灰藓科舌叶藓属下的一个种。